# Cantone di Aspres-sur-Buëch
Il Cantone di Aspres-sur-Buëch era una divisione amministrativa dell'arrondissement di Gap.
A seguito della riforma approvata con decreto del 20 febbraio 2014, che ha avuto attuazione dopo le elezioni dipartimentali del 2015, è stato soppresso.

## Composizione
Comprendeva i comuni di:
- Aspremont
- Aspres-sur-Buëch
- La Beaume
- La Faurie
- La Haute-Beaume
- Montbrand
- Saint-Julien-en-Beauchêne
- Saint-Pierre-d'Argençon